# Sławomir Orzeł
Sławomir Orzeł, pseudonim Max (ur. 22 sierpnia 1979 w Pucku) – polski kulturysta, strongman i trójboista siłowy.
Wicemistrz Polski Strongman ECSS 2004.

## Życiorys
Urodzony w Pucku. Jako nastolatek uprawiał lekkoatletykę.
Sporty siłowe zaczął ćwiczyć w wieku trzynastu lat. Początkowo ważył około siedemdziesiąt kilogramów. W toku morderczych treningów udało mu się zwiększyć masę ciała do stu czterdziestu kilogramów. Szybko zyskał sławę w swoich okolicach, ponieważ wygrywał wszystkie zawody w wyciskaniu sztangi leżąc. Sukcesy odnosił też jako trójboista siłowy. Imponował potężną, mocno muskularną sylwetką, typową dla kulturysty. Obwód jego bicepsa wynosił pięćdziesiąt siedem centymetrów, co plasowało go w ścisłej czołówce polskich sportowców, jeśli chodzi o rozmiar ramion.
W roku 1999, po ukończeniu technikum elektrycznego (profil elektronik), zadebiutował jako strongman w zawodach, w Malborku, zajmując 5. miejsce. Rok później przystąpił do kadry Strongman Polska.

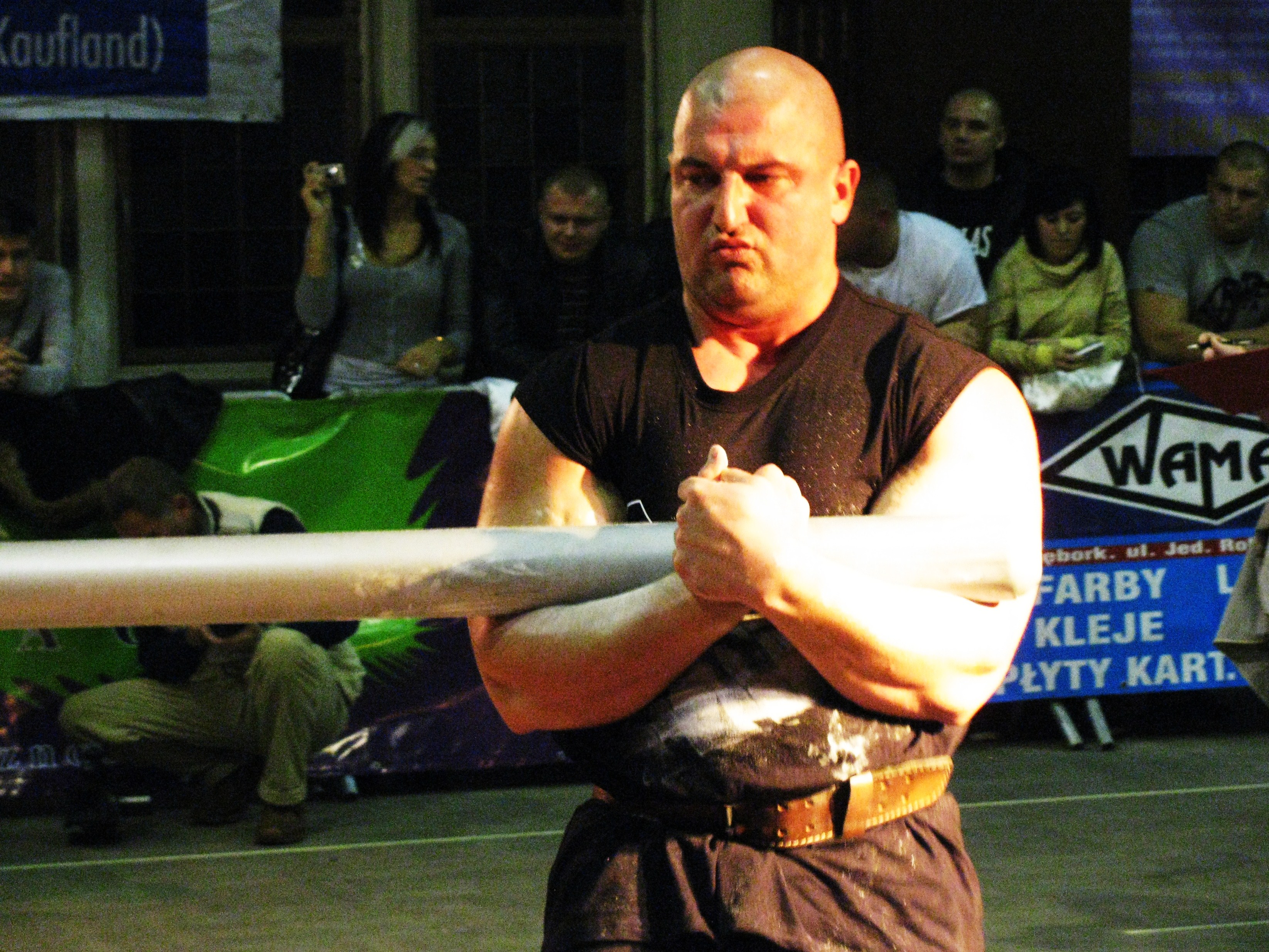
Sławomir Orzeł w 2009 r., w Zegarze

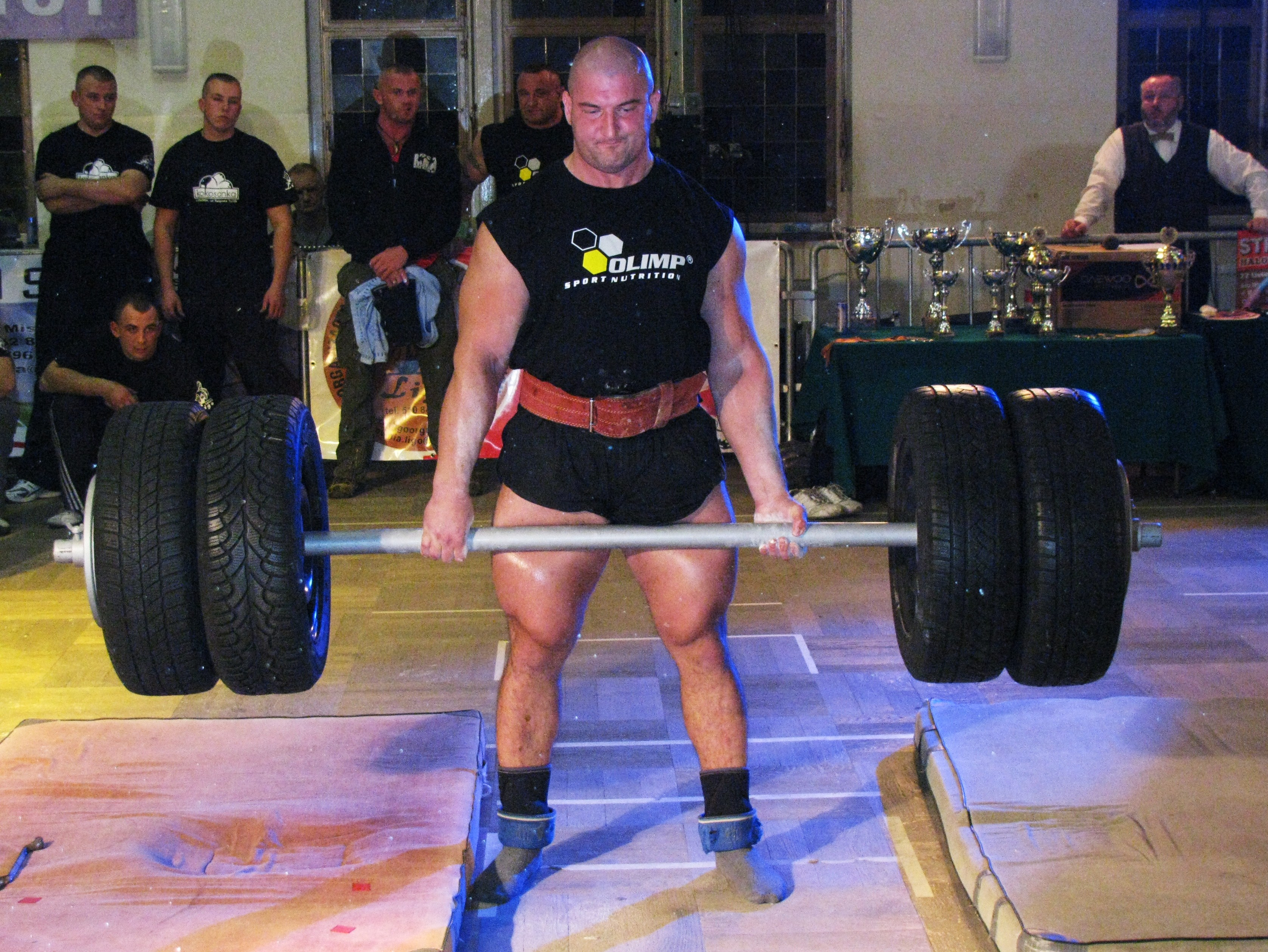
Sławomir Orzeł w 2009 r., w Martwym ciągu

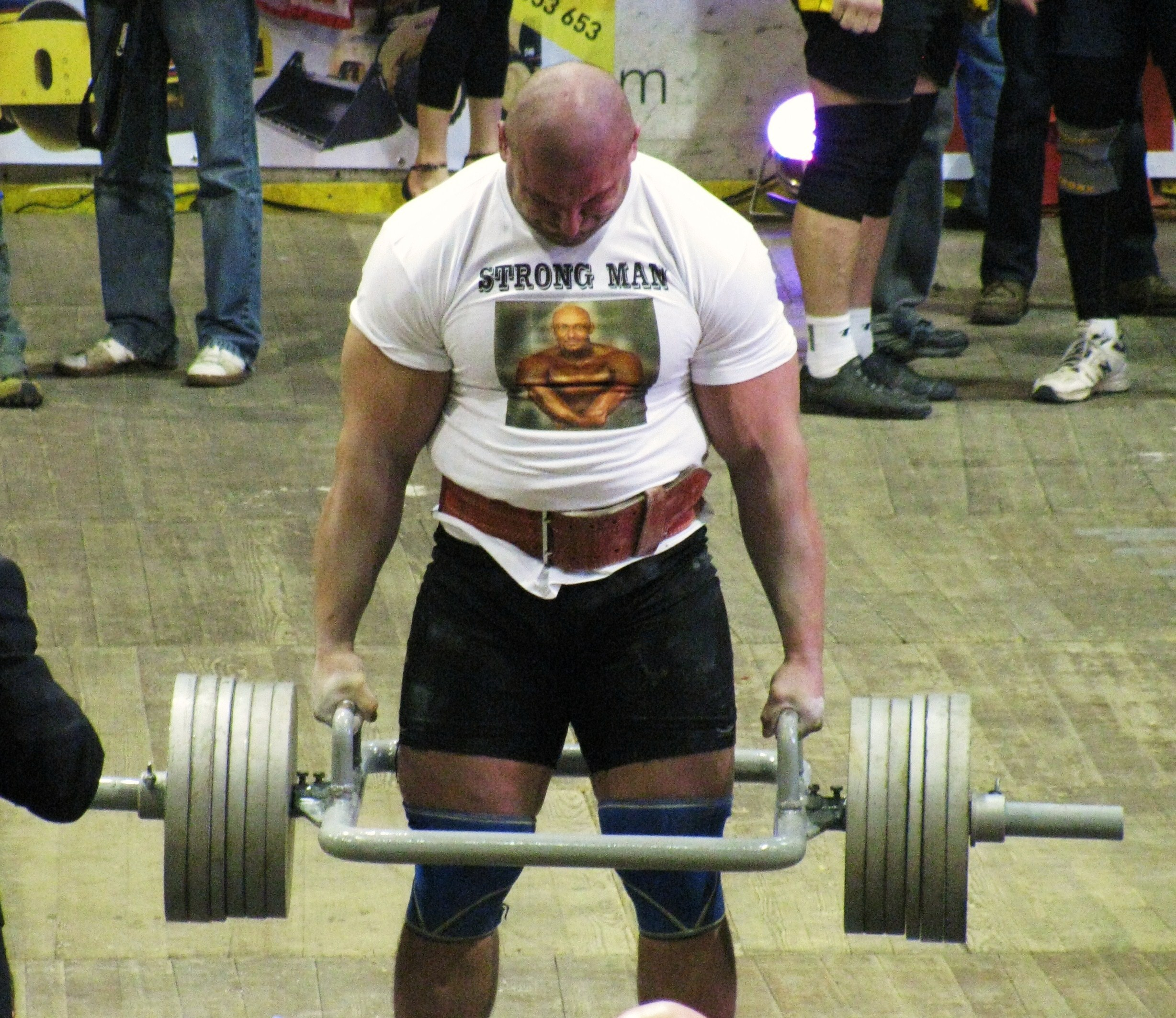
Sławomir Orzeł w 2010 r.

W wyniku serii kontuzji musiał przerwać udział w zawodach, aż do 2003 roku. Był uczestnikiem Pucharu Polski Strongman 2003. Na początku 2004 r. w polskim środowisku strongman nastąpiły zmiany i sportowiec rozpoczął swój sezon startowy w federacji ECSS. Wziął udział w Mistrzostwach Polski Strongman 2006, jednak nie zakwalifikował się do finału z powodu kontuzji. W Drużynowych Mistrzostwach Świata Strongman 2006 również nie zakwalifikował się do finału. Uczestniczył w Pucharze Polski Strongman 2007. Zwyciężał zawody organizowane między innymi w Piotrkowie Trybunalskim, Darłowie, Żyrardowie, Ząbkowicach Śląskich czy Gdańsku.
Mieszka w Karwieńskich Błotach, w województwie pomorskim. Żonaty, ma dwóch synów.
Wymiary
- wzrost: 187 cm
- waga: 142 kg
- biceps 57 cm
- udo: 80 cm
- klatka piersiowa: 145 cm

Rekordy życiowe
- przysiad: 370 kg[2]
- wyciskanie: 285 kg[2]
- martwy ciąg: 370 kg[2]

## Osiągnięcia strongman
- 2004
  - 2. miejsce - Polska vs IFSA Baltic Team
  - 2. miejsce - Mistrzostwa Polski Strongman ECSS 2004, Bełchatów
- 2005
  - 5. miejsce - Finał Pucharu Polski Strongman 2005, Kielce
  - 1. miejsce - Zawody Północ-Południe, Darłowo
  - 4. miejsce - Mistrzostwa Polski Strongman 2005, Starachowice
  - 6. miejsce - Puchar Świata Siłaczy 2005: Norymberga
- 2007
  - 5. miejsce - Mistrzostwa Polski Strongman 2007, Strzegom
- 2008
  - 6. miejsce - Finał Pucharu Polski Strongman 2008, Kołobrzeg
- 2009
  - 4. miejsce - Piąty Pojedynek Gigantów, Łódź
  - 4. miejsce - Finał Pucharu Polski Strongman Harlem 2009, Kielce
  - 4. miejsce - Mistrzostwa Polski Strongman Harlem 2009, Inowrocław
  - 4. miejsce - Halowy Puchar Polski Strongman 2009, Lębork
- 2010
  - 2. miejsce - Halowy Puchar Polski Strongman 2010, Gdańsk